# Світанок мерців (фільм, 1978)
«Світанок мерців» (англ. Dawn of the Dead) — американський фільм жахів 1978 року. Стрічка брала участь в позаконкурсній програмі 31-го Каннського міжнародного кінофестивалю (1978).

## Сюжет
Після початку всесвітнього зомбіапокаліпсису ожилих мерців в США стає все більше. Пілот Стівен, його подруга співробітниця телестудії Френсін, і двоє бійців спецпідрозділу Пітер і Роджер рятуються втечею з міста на вертольоті. Вони сідають на даху великого супермаркету. Їм вдається звільнити приміщення від натовпу ходячих мерців і почати жити більш-менш спокійним життям. Але крім живих мерців ще є банди мародерів, які не роблять різниці між живими і мертвими, єдиним бажанням яких є спрага наживи і насильства.

## У ролях
| Актор             | Роль                    |
| ----------------- | ----------------------- |
| Девід Емджи       | Стівен                  |
| Кен Форі          | Пітер                   |
| Скотт Рейнігер    | Роджер                  |
| Гейлен Росс       | Франсін                 |
| Девід Кроуфорд    | доктор Фостер           |
| Девід Ерлі        | містер Берман           |
| Річард Франс      | вчений                  |
| Говард Сміт       | телевізійний коментатор |
| Деніел Дітріх     | Гівенс                  |
| Фред Бейкер       | командир                |
| Джеймс А. Баффіко | Вулі                    |
| Том Савіні        | ватажок байкерів        |

## Цікаві факти
- Бюджет картини склав 1 500 000 доларів: половину дав Даріо Ардженто, сам режисер вклав 25 тисяч і попросив у друга право використовувати величезний супермаркет в Пенсільванії з 10 вечора до 6 ранку. В обмін на фінансування Ардженто мав право використовувати свою версію цієї картини, яка триває 170 хвилин, для прокату в Європі.
- В універмазі в Монроевіллі (штат Пенсільванія), де знімався фільм, ніколи не було відділу зброї. Відповідні сцени Ромеро знімав у магазині зброї в Піттсбурзі. Також в Піттсбурзі знімалися «квартири», які зробили собі герої фільму, а також сцени з шахтою ліфта.
- Зйомки в універмазі проходили взимку 1976—1977 років з тритижневою перервою на «сезон різдвяних покупок», під час якого знімалися інші сцени, зокрема сцени в телестудії.
- Режисер Джордж Ромеро з'являється на початку фільму в ролі режисера телепередачі, а його майбутня дружина Крістін Форрест — в ролі його асистентки (її батьки теж з'явилися у фільмі як зомбі).
- Постановник спецефектів Том Савіні зіграв у фільмі ватажка байкерів.
- Двох дітей-зомбі, які нападають на Пітера в аеропорту, грали племінниця і племінник Тома Савіні Донна і Майк.
- Більшість використаної у фільмі крові — суміш з харчового барвника, горіхової олії і цукрового сиропу. Тому Савіні не подобалося, як виглядає кров у фільмі, але сам Ромеро вирішив, що для фільму, знятого в стилі комікса, вона виглядає ідеально.
- Офіційно було заявлено, що бюджет фільму — $ 1,5 мільйона. Пізніше продюсер Річард Рубінштейн заявив, що насправді грошей на фільм пішло в три рази менше, а сума була завищена виключно в маркетингових цілях.
- Кожному статисту у фільмі як плата були видані $ 20, коробка з обідом швидкого приготування і футболка «Dawn of the Dead». Багато статистів (особливо ті, яких знімали великим планом) були друзями і знайомими людей, які працювали на знімальному майданчику. Деякі зомбі з каліцтвами гралися справжніми інвалідами.
- Деякі з статистів, тих що грали зомбі, часто збиралися в барі Brown Derby, розташованому в тому ж універмазі. Випивка довела до того, що одного разу вночі вони вкрали гольф-карт і, катаючись на ньому по універмагу, розбили одну з мармурових колон, внаслідок чого творцям фільму довелося відшкодувати збиток на суму $ 7,000.
- Багатьох з байкерів грали справжні члени місцевого байкерського клубу «Pagans Motorcycle Club».
- Сцени у вертольоті знімали на землі, розфарбовуючи задній план в синій або чорний колір.
- Машина, що використовувалась в сценах їзди по універмагу — Vokswagen Scirocco 1977 року, вертоліт — Bell Jet Ranger II.
- Актриса Гейлен Росс відмовилася кричати в кадрі, вважаючи, що її персонаж — сильна і вольова жінка, і тому всілякі крики будуть її дискредитувати. Ромеро не став її вмовляти.
- У фільму була альтернативна кінцівка, в якій і Пітер, і Френ здійснюють самогубство, але Ромеро вирішив, що вона буде виглядати занадто похмуро, і за порадою Крістін Форрест «дозволив» головним героям врятуватися.
- Цензори погрожували надати фільму категорію «X», якщо Ромеро не виріже з нього найбільш жорсткі сцени. «Різати» фільм Ромеро не захотів. Зрештою, посилаючись на відсутність у фільмі порнографії, він зумів умовити дистриб'юторів, і офіційно картина вийшла на екрани без вікових обмежень, хоча в трейлерах і на рекламних плакатах все одно зазначалося, що картина не призначена для дітей до 17 років.